# 索皮特 (亞沃里夫區)
索皮特（烏克蘭語：Сопіт），是烏克蘭的村落，位於該國西部利沃夫州，由亞沃里夫區負責管轄，始建於1945年，面積0.39平方公里，海拔高度320米，2022年人口100，人口密度每平方公里335.9人。